# جامع مرند

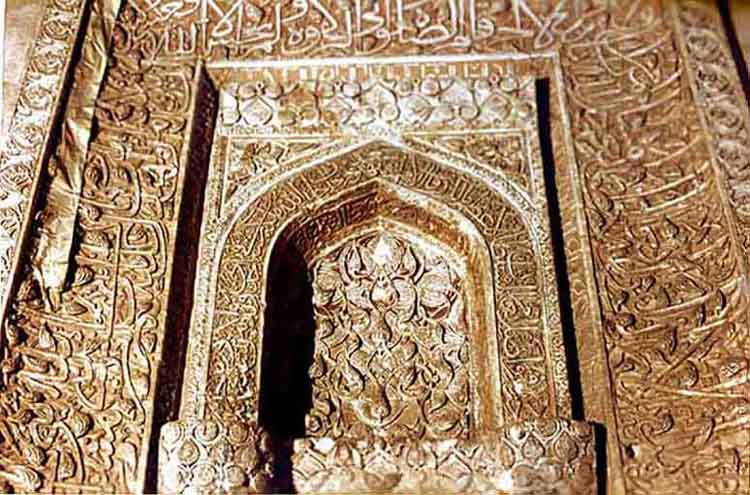

جامع مرند هو مسجد إيراني مبني على أساسات أحد معابد النار في العصر الساساني، وبعد هجر الطائفة الأرمنية للمعبد اتخذ مكانه كنيسة وبعد انتصار العرب على ملك بابك الساساني في القرن التاسع الميلادي وتحول سكان أرذبيجان إلى الإسلام بُني مكانه مسجد، بنيت أقواسه وقببه بالطوب، بينما بقي المحراب على نفس شكله الأصلي يحتوي على زخارف جصية وكتابات بالخط الكوبي ونقوش تعود للعصر المغولي.